# Erich Franzen
Erich Franzen (* 12. Dezember 1892 in Ems; † 2. November 1961 in München) war ein deutscher Literaturkritiker und Schriftsteller.

## Leben

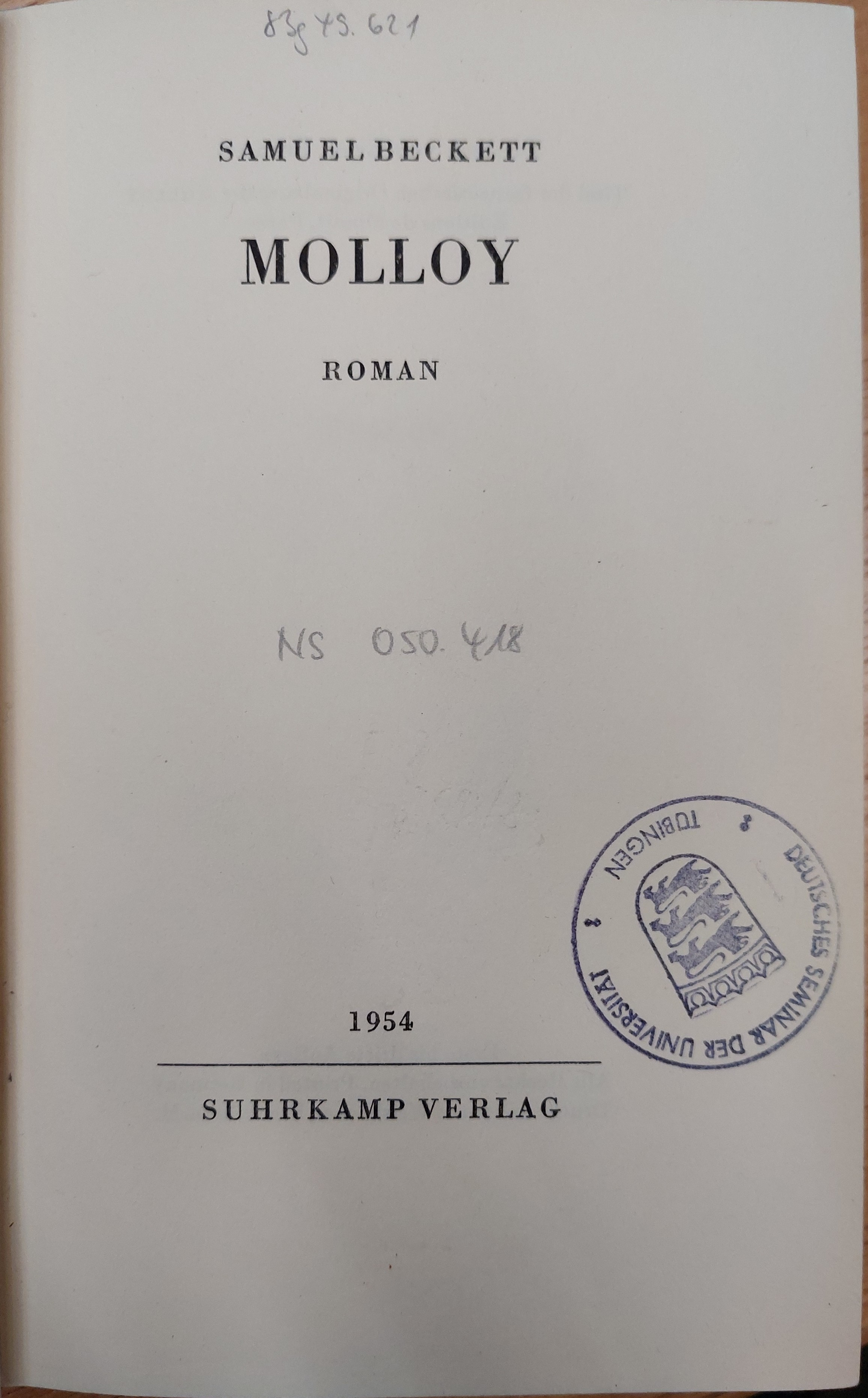
Übersetzung von Becketts Molloy (1954)

Erich Franzen studierte Rechts- und Literaturwissenschaft und Sozialpsychologie in Berlin, Bonn, Lausanne und Heidelberg und konnte seine Studien erfolgreich mit den Promotionen zum „Dr. iur.“ und „Dr. rer. pol.“ abschließen. Während des Ersten Weltkriegs war Franzen Soldat.
Nach dem Krieg arbeitete er als Syndikus für verschiedene Unternehmen. 1926 ließ er sich in Berlin nieder, wo er als Literaturkritiker für die Frankfurter Zeitung, Die literarische Welt, Vossische Zeitung und Die Weltbühne arbeitete. Daneben konnte er sich mit der Zeit auch einen Namen als Hörspielautor und Übersetzer machen.
Während dieser Zeit wurde Franzen auch ein führendes Mitglied des Schutzbundes der deutschen Schriftsteller (SDA). Der Nationalsozialismus zwang Franzen ins Exil; er wanderte 1934 in die USA aus. Ab 1936 durfte er sich dort mit kleineren Lehraufträgen an verschiedenen Universitäten seinen Lebensunterhalt verdienen.
1951 kehrte Franzen nach Deutschland zurück und ließ sich in Darmstadt nieder. Später nahm er einen Ruf an die Hochschule für Gestaltung Ulm an. Parallel dazu war er als Theaterkritiker und Übersetzer bei der Neuen Zeitung beschäftigt. Seit 1954 war er Mitglied der Deutschen Akademie für Sprache und Dichtung.
Um 1957 zog er sich ins Privatleben zurück und zog nach München. Franzen starb sechs Wochen vor seinem 69. Geburtstag am 2. November 1961 und fand in München auch seine letzte Ruhestätte.

## Werke (Auswahl)
als Autor
- Formen des modernen Dramas. Von der Illusionsbühne zum Antitheater. München: Beck, 1961 ISBN 3-406-02416-5.
- Aufklärungen. Essays. Suhrkamp, Frankfurt/M. 1964.

als Übersetzer
- Samuel Beckett: Molloy. Roman („Molloy“). Suhrkamp, Frankfurt/M. 1982
- William Faulkner: Die Unbesiegten („The unvanquished“). Diogenes-Verlag, Zürich 1990, ISBN 3-257-20075-7.